# ميتشيل لويس
ميتشيل لويس (بالإنجليزية: Mitchell Lewis)‏ هو لاعب كرة قدم أسترالية أسترالي، ولد في 14 أكتوبر 1998.

## وصلات خارجية
- ميتشيل لويس على موقع AustralianFootball.com (الإنجليزية)
- ميتشيل لويس على موقع AFLtables.com (الإنجليزية)